# Herbert Hofmann (Politiker)
Herbert Hofmann (* 16. Juli 1936 in Grünlas; † 22. November 2014 in Stadtsteinach) war ein deutscher Politiker (CSU).
Nach einer Fachausbildung mit Fachschule und einem Fremdpraktikum sowie einer Volontärzeit war Hofmann von 1958 bis 1970 Geschäftsführer im Bayerischen Bauernverband in Kulmbach und zeitweise an der Hauptgeschäftsstelle in Bamberg tätig. Danach war er Geschäftsführer der Forstwirtschaftlichen Vereinigung Oberfranken.
Den Kreistagen des Altlandkreises Stadtsteinach sowie des Landkreises Kulmbach gehörte er von 1966 bis zum Jahr 2014 insgesamt 48 Jahre lang an. 1972 wurde er im Kreistag von Kulmbach Fraktionsvorsitzender der CSU. Er war Vorsitzender der CSU im Kreisverband Kulmbach, langjähriger stellvertretender Vorsitzender der Jungen Union Oberfranken und Schriftführer im CSU-Bezirksvorstand Oberfranken. Von 1970 an vertrat er den Stimmkreis Kulmbach im Bayerischen Landtag, bis er am 18. Juli 1984 sein Mandat niederlegte, da er zum Landrat gewählt wurde. Dieses Amt hatte er bis 1996 inne. Ganz besonders lag ihm die Plassenburg als Wahrzeichen von Stadt und Landkreis Kulmbach am Herzen, für die er sich Jahrzehnte lang engagierte. Zwischen 1977 und 2009 war er mit kurzen Unterbrechungen 30 Jahre lang im Vorstand des Vereins Freunde der Plassenburg tätig, zuletzt 12 Jahre als stellvertretender Vorsitzender.

## Auszeichnungen
- Bundesverdienstkreuz erster Klasse[4]
- Plassenburg-Medaille in Gold (1998)
- Ehrenteller der Plassenburg, vergeben von der Bayerischen Schlösserverwaltung, 2002.
- Bayerischer Verdienstorden (1980)
- Ehrenmedaille des Bezirks Oberfranken
- Staatsmedaille in Gold für Verdienste um die bayerische Landwirtschaft (2002)
- Ehrenring des Landkreises Kulmbach
- Ehrenvorsitzender der Forstwirtschaftlichen Vereinigung Oberfranken (2009)[5]
- Ehrenbürger der Gemeinde Himmelkron (1996)